# El Baño (paroisse civile)
Pour les articles homonymes, voir Bano.
El Baño est l'une des trois paroisses civiles de la municipalité de Motatán dans l'État de Trujillo au Venezuela. Sa capitale est El Baño.